# Eba Martín Muñoz
Eba Martín Muñoz (Baracaldo, Vizcaya, 4 de diciembre de 1977) es una profesora y escritora española.

## Biografía
Licenciada en Filología Hispánica y en Clásicas. Se especializó en ELE (enseñanza de Español para Extranjeros), lo que la llevó a vivir en innumerables sitios, dentro y fuera de España: Italia, Polonia, Salamanca, Tarifa, etc. Luego regresó a la enseñanza reglada en Madrid como profesora de Latín, Inglés y Lengua castellana y Literatura en varios centros concertados e institutos, como IES Gran Capitán, IES Juan Carlos I de Ciempozuelos.
También correctora literaria y editora de la desaparecida Alma negra Ediciones, esta novelista publicó su primera obra, Seres malditos. El origen, en 2016, el inicio de una saga gótica que fue premiada ese mismo año con el Premio Eriginal a la calidad. En torno a esta saga, se organizaron unas jornadas góticas en Ciempozuelos (Madrid), la que fuera su localidad de residencia durante casi diez años. 
Tras esta primera novela, publicaría catorce más, todas ellas en su propia editorial o bien a través de la autoedición.
Afincada en la actualidad en La Rioja, reparte su tiempo entre la escritura, el club de lectura que dirige y su labor como consultora tecnológica y docente en talleres de escritura creativa el CPA de Santo Domingo de la Calzada a través de la Fundación La Caixa y la empresa Hatford.
En una entrevista de 2017 habló de su admiración por autores como Tolkien, George Martin o Card.  
En 2024 Eba Martín fue una de las cinco finalistas del Premio Nadal con su novela Hermanas. 

## Obras

#### Obras
- Seres malditos. El origen (Libro 1) (2016)
- Seres malditos. La conversión (Libro 2) (2016)
- La condesa muerta (2016)
- Seres malditos. Metamorfosis (Libro 3) (2017)
- Los ojos de la muerte(2017)
- Segundas oportunidades (2017)
- Ángela(2018)
- Seres malditos. Venganza (Libro 4) (2018)
- Te está mirando(2019)
- Todo el mundo es gilipollas. Y tú, más (2019)
- Cuentos para vagos (2019)
- Los muertos sí hablan (2020)
- Que el monstruo no te atrape (2022)
- Después de Dios (2023)
- Hermanas (2024)
- Cuentos del mal (2025)